# Acul-du-Nord
Acul-du-Nord este o comună din arondismentul Acul-du-Nord, departamentul Nord, Haiti, cu o suprafață de 186,37 km2 și o populație de 50.844 locuitori (2009).